# Культурный концепт пунктуальности
Культурный концепт пунктуальности предполагает рассмотрение социокультурной обусловленности пунктуальности, как черты национального менталитета. Данный концепт базируется на идее признания различного отношения к пунктуальности и времени в разных национально-культурных традициях.
Понятие пунктуальности, которому человек непреклонно следует, в таком случае исходит из понятий и норм, которые формируются в определённой культуре. Нормы поведения выявляют ценности и способствуют сохранению разных типов знания. В свою очередь нормы поведения складываются через представления, возникающие в общественном сознании и учитывающие общественные потребности.
Для человека, находящегося в контакте с другими людьми, нормы являются определёнными предписаниями, в соответствии с которыми человек поступает определённым образом. Это связано с тем, что поведение и поступки человека затрагивают интересы других людей. Другими словами, человеку необходимо подчиняться правилам поведения ради собственного социального признания. В этом плане понятие пунктуальности строго регламентируется, и характер взаимодействия с людьми зависит от принятия или непринятия, исполнения или не исполнения общепризнанных норм в той или иной культуре.

## Общие положения
Неодинаковое отношение к понятию пунктуальности различных культур было рассмотрено американским культурологом Эдуардом Холлом. В своём исследовании он создал две концепции времени — монохронную и полихронную.
В странах монохронной культуры (США, Англия, Германия, Скандинавские страны) время жёстко регулирует поведение людей и вместе с тем отношения между ними.
В странах полихронной культуры (России, средиземноморских, арабских, латиноамериканских и некоторых азиатских странах) внимание людей обращено одновременно на несколько событий: человек умеет гибко себя вести, делая сразу три-четыре запланированных дела. Когда в таких странах что-то планируется, во главу угла ставятся дружеские отношения, а не намеченные сроки, и личностные отношения могут одерживать верх над интересами дела.

## Примеры
При рассмотрении феномена пунктуальности было проведено глобальное исследование Питером Колетом, социологом Оксфордского университета, который опросил 200 менеджеров из шести европейских стран. Участникам эксперимента было предложено определить своё отношение к таким категориям, как «пунктуальность», «дисциплинированность». Кроме того их просили ответить, какое опоздание они считают простительным, а какое — возмутительным.

#### Япония
- Для японской культуры опоздания недопустимы, на назначенную встречу лучше приезжать не вовремя, а заранее. Опозданием считается даже приехать за 10 минут до начала, поэтому чтобы не опоздать, лучше приехать за полчаса минимум. А в случае опоздания, необходимо обязательно предупредить об этом, а время переговоров необходимо сократить на время опоздания.[4]
- Пунктуальность — то, чем японцы дорожат больше всего. Ни один уважающий себя представитель японской нации не позволит себе опоздать. Такой же пунктуальности они требуют и по отношению к себе[5].

#### Китай
- Любую важную деловую встречу стоит планировать и оговаривать за несколько месяцев.
- Опоздание на встречу будет воспринято как оскорбление, так как пунктуальность в Китае считается символом добродетели. Поэтому на встречу лучше приходить немного раньше назначенного времени.
- При приглашении в гости необходимо прийти вовремя. Опаздывать в этом случае будет проявлением дурного тона. Задерживаться надолго в гостях также не принято.

#### Германия
- В Германии крайне внимательно относятся к пунктуальности, по сравнению с другими западными культурами, которые допускают опоздание на 10-15 минут, немцы осуждают любые опоздания, однако явного раздражения не показывают[6].
- Пунктуальность входит в число прусских добродетелей.
- Очень многие немцы ведут так называемые Terminkalender, так называемая «карманная книжка календарь», где записывают все встречи, время, место, человека, с которым встречаются, и даже иногда темы разговоров.

#### Англия
- Англичане считают возмутительным ожидания больше 8 минут[6].
- В Англии принято приглашать на ужин за 10 дней, если по телефону; за 3 недели, если письменно, а на более официальные мероприятия за 6 недель[3][7].
- В гости допускается опоздать на 10-15 минут, при этом необходимо предупредить об этом, однако, если встреча назначена в общественном месте, то опоздания не допускаются. Пребывать в гостях больше 2,5 часов не принято — на следующее время могут быть приглашены другие.

#### Ирландия
- В Ирландии существует так называемое Irish time [ирландское время], которое означает приблизительность, допустимость опоздания, оно и называется по-другому — с добавлением суффикса -ish: вместо at eight — at eight-ish, at nine — at nine-ish, at ten — at ten-ish. Договариваясь о встрече, ирландцы, которые сами признают тот факт, что они часто бывают непунктуальны, уточняют, какое время имеется в виду — English или Irish[3].

#### Франция
- Французы занимают промежуточное положение: они терпимы к опозданиям и не позволяют себе опаздывать слишком сильно. При заранее запланированной встрече Французы готовы ждать до 25 минут[6].
- Если пригласили в гости, французы приходят на 10-15 минут позже назначенного времени, заранее никогда не приходят — это считается дурным тоном, так как сами хозяева могут быть не готовы к приёму гостей. При этом французы никогда не опаздывают на ужин больше чем на 20 минут. При планировании деловой встречи лучше явиться на 5-10 минут раньше назначенного времени, и о них следует договариваться заранее. Пунктуальность рассматривается как проявление вежливости.
- Российский корреспондент Фатима Салказанова описала пунктуальность французов через их межличностное взаимодействие следующим образом: «Начнем с Парижа и с любовных свиданий. Мужчины приходят на свидание минимум на 15-20 минут раньше назначенного времени, пылко влюбленные юноши за 1-2 часа, а француженки, очень влюбленные, приходят с опозданием на 15 — 20 минут, не очень и совсем не влюбленные опаздывают на 30-40 минут». На деловые встречи мужчины не опаздывают никогда, а женщины опаздывают минут на 5-10, но только в том случае, если у неё деловая встреча с мужчиной. Если деловая встреча с женщиной, француженки не опаздывают никогда[8].

#### Испания
- Пунктуальность для испанцев не является общеобязательной, даже при деловых отношениях. Всегда принимаются во внимание несколько минут «вежливости» («cortesía») при ожидании встречи. В среднем Испанцы опаздывают на полчаса-час.
- В деловых вопросах испанцы обычно не придерживаются оговорённых сроков. Деловые встречи и совещания часто могут затягиваться и заканчиваться позже оговорённого срока.
- При приглашении в гости следует прибыть на 15 минут позже назначенного времени.

#### Италия
- В Италии пунктуальность не является первостепенным качеством, время встречи оговаривают приблизительно, и обычно все встречи и переговоры начинаются позже условленного времени, и, соответственно, заканчиваются позже.
- Все вопросы рассматриваются не спеша, в рамках долгих переговоров и обсуждений.
- Как и в Испании, в Италии часто стараются отложить все дела на следующий день.
- При приглашении к себе домой, гости обычно приходят на полчаса позже назначенного времени, особенно если это итальянцы из южной части страны.

#### Бразилия
- В Бразилии никто не придерживается что-то делать и приходить вовремя, приглашённые гости обычно собираются через 2 часа назначенного времени. Но договариваться о встрече необходимо заранее.
- Даже в СМИ допустимы опоздания на 10-15 минут. Опоздание на деловую встречу воспринимается совершенно нормально, и не обязательно предупреждать об опоздании.
- Однако, бразильцы считают пунктуальность проявлением вежливости и ждут, что иностранцы будут приходить на встречу вовремя, хотя себе часто позволяют опоздание на целый час[9].
- Среди бразильцев практикуется тенденция «откладывания дел», тем самым все встречи и дела накладываются друг на друга и переносятся на более позднее время. В отличие от других стран, где каждому делу отведён определённый срок, и даже если дело не закончено, происходит переход к другому, в Бразилии люди могут потратить время, перенести встречи, но закончат начатое[10].

#### Индия
- Индийцы, как и бразильцы, не пунктуальны. Однако, сотрудники крупных международных компаний, высшее руководство индийских предприятий стараются приходить вовремя.
- Как и в Бразилии, в Индии ожидают пунктуальности в бизнесе и в обычных встречах от иностранных гостей, но сами индийцы могут опоздать в назначенное время для встречи. Поэтому надо быть готовым к переносам сроков.
- В бытовых ситуациях опоздание на полчаса считается в порядке вещей.

#### СССР
- Согласно указу президиума Верховного совета СССР «О переходе на восьмичасовой рабочий день, на семидневную рабочую неделю и о запрещении самовольного ухода рабочих и служащих с предприятий и учреждений» от 26 июня 1940 года, опоздание на работу на 25 минут было эквивалентно прогулу и было уголовно наказуемо[11]. Действие указа было полностью отменено в 1956 году.
- Россия
- В советское время, по крайней мере, после смерти Сталина, когда опоздание на работу уже никак не влияло на зарплату и не влекло столь серьёзных дисциплинарных взысканий, как раньше, к сожалению, русские довольно беспечно и вольно начали обращаться не только со своим, но и с чужим временем[12], однако позже отношение ко времени сильно изменилось и молодое поколение деловых людей стало осознавать важность пунктуальности.
- Современное руководство по ведению международного бизнеса оценивает допустимое опоздание в России в 15-30 минут[4]
- Однако, если человек опаздывает систематически, окружающие начнут расценивать его, как не умеющего правильно расставить приоритеты, не способного дать оценку важности событиям и людям в своей жизни, а значит и себе. Опоздание на встречу с деловыми партнёрами является поводом для рассмотрения человека, как несерьёзного и не уважающего чужие интересы.
- В России назначенная встреча может быть отменена или перенесена, поэтому до сих пор принято «созваниваться» накануне встречи для её подтверждения.
- Договариваться о встрече за долгое время также не принято.
- При приглашении в гости точное время не обговаривается, очень часто используются неопределённые фразы, как «часов в шесть», «около семи»[2].

#### США
- Официальные мероприятия всегда начинаются вовремя, допустимы, но не приветствуются опоздания на 5—10 минут, о которых надо обязательно предупредить.
- Гостей обычно приглашают за три недели до встречи с точными указаниями места и времени.
- В США у людей нет надобности «созваниваться» за день или накануне для уточнения часа или места назначенной встречи[3].
- Невежливо приглашать в гости в тот же день или за час до обеда. Это расценивается, как неуважение ко времени других людей, в таком случае подразумевается, что у них нет своих планов и они могут прийти, когда их пригласят. С точки зрения американской этики, представляется исключительно дурным тоном заходить без предупреждения в дом, где хозяева могут быть заняты своими делами[2].